# Teixidor social del Cap
El teixidor social del Cap (Ploceus capensis) és un ocell de la família dels ploceids (Ploceidae).

## Hàbitat i distribució
Habita zones amb arbres, arbusts, canyars, normalment a prop de l'aigua, a Sud-àfrica.